# Świadomość narodowa
Zasugerowano, aby zintegrować ten artykuł z artykułem Tożsamość narodowa (dyskusja). Nie opisano powodu propozycji integracji.

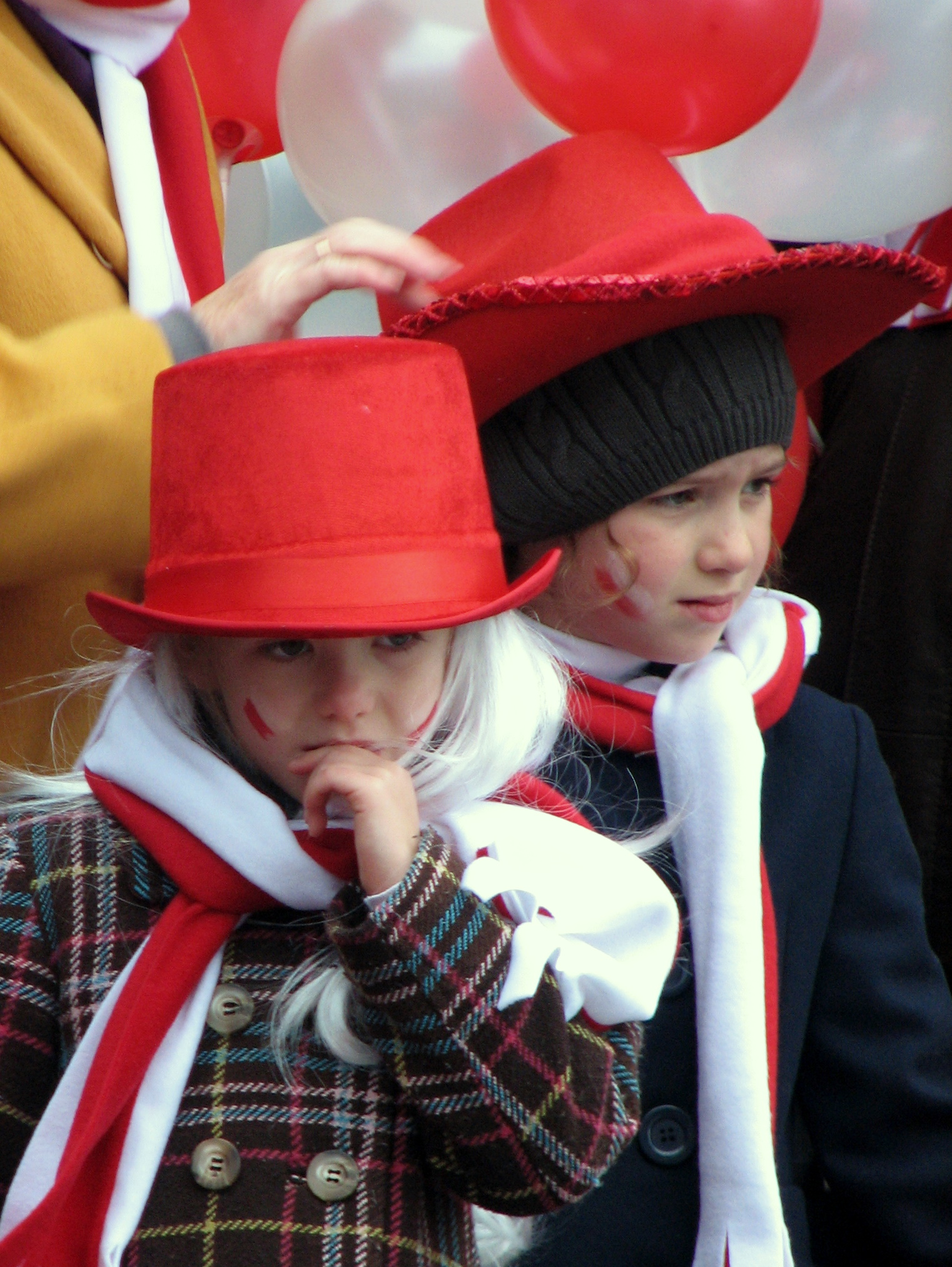
Dzieci biorące udział w obchodach Narodowego Święta Niepodległości (Gdańsk, 2010)

Świadomość narodowa – poczucie przynależności do wspólnoty definiowanej aktualnie jako naród; w wymiarze zbiorowym – poczucie więzi ze świadomością ciągłości historycznej.
Dla rozwoju świadomości narodowej podstawowe znaczenie ma jedność pochodzenia, języka, kultury (w tym czasami religii), tradycji politycznej (przy braku tradycji politycznej mówimy o grupie narodowościowej) i zamieszkiwanie na wspólnym obszarze geograficznym.

## W Polsce
W Polsce objęła początkowo szlachtę i duchowieństwo, potem mieszczaństwo a najpóźniej chłopstwo.
Pomimo informacji o zaznaczaniu odrębności narodowej już na przełomie XIII/XIV wieku (np. w kazaniach arcybiskupa Jakuba Świnki), znaczny wzrost świadomości narodowej (odrębnej od świadomości przynależności państwowej) miał miejsce w epoce humanizmu i reformacji. Miały na to wpływ takie zjawiska jak ujednolicenie i wzrost znaczenia języka polskiego, prawna i ustrojowa unifikacja państwa, wzrost roli szlachty. Za szczególną więź spajającą naród uważano język. Świadomość narodową posiedli w tej epoce w większości reprezentanci stanu szlacheckiego, znaczna część mieszczaństwa (być może większość) oraz wówczas niewielka grupa stanu chłopskiego. Zakończyła się polonizacja niemieckiego mieszczaństwa (z wyjątkiem miast Prus Królewskich). Wątki zaznaczające odrębność narodową można znaleźć w powstałych w tym okresie utworach Jana Kochanowskiego (O spustoszeniu Podola z 1575 r.), Andrzeja Frycza Modrzewskiego (O poprawie Rzeczypospolitej), Wacława Potockiego (Wojna chocimska).
Podczas kontrreformacji zaczął się kształtować pogląd, że „Polak to katolik”, gdy po Potopie szwedzkim odebrano innowiercom prawo piastowania urzędów. W wieku XVII wyparto wcześniejsze pojęcie narodu jako jedności etnicznej, ponieważ pojawiła się nowa kategoria narodu szlacheckiego, opartego na popularnym do połowy XVIII wieku micie sarmackim, co w konsekwencji wyłączyło ze wspólnoty chłopów i mieszczan.
Po rozbiorach Polski i upadku powstań narodowych w epoce rozwoju przemysłu i wsi nastąpił dalszy wzrost świadomości narodowej wśród chłopów oraz powstającej grupy robotników. Sprzyjało temu rosnące czytelnictwo oraz pojawienie się nowoczesnych nurtów politycznych, które podnosiły sprawę wyzwolenia narodowego (ruch narodowy, ludowy i częściowo socjalistyczny). Dużą rolę odegrał Kościół katolicki i kultura narodowa przenikająca granice zaborców.
W XIX wieku ukształtowała się polska nowoczesna więź narodowa.